# جواو دوناتو
جواو دوناتو (بالبرتغالية: João Donato‏) هو عازف جاز ومغني وملحن وعازف بيانو برازيلي، ولد في 17 أغسطس 1934 في ريو برانكو في البرازيل.

## وصلات خارجية
- الموقع الرسمي
- جواو دوناتو على موقع IMDb (الإنجليزية)
- جواو دوناتو على موقع ميوزك برينز (الإنجليزية)
- جواو دوناتو على موقع أول ميوزيك (الإنجليزية)
- جواو دوناتو على موقع ديسكوغز (الإنجليزية)
- جواو دوناتو على موقع قاعدة بيانات الفيلم (الإنجليزية)